# 金盆苗族彝族乡
金盆苗族彝族乡是中华人民共和国贵州省六盤水市水城区下辖的一个民族乡。2020年7月，金盆苗族彝族乡划归六盘水市钟山区管辖。

## 行政区划
金盆苗族彝族乡下辖以下村级行政区划单位：
营盘村、棋林村、大寨村、营发村、麻窝村、金钟村、永和村、双塘村和和平村。